# Kələxan
Kələxan è un comune dell'Azerbaigian situato nel distretto di Lerik. Conta una popolazione di 942 abitanti.